# Pierre Boissière
Pour les articles homonymes, voir Boissière.
 Pierre Boissière, né le 18 mai 1944 à Gavaudun et mort le 8 janvier 2022 à  Villeneuve-sur-Lot, est  un poète et chanteur, défenseur de la langue occitane et de sa culture. Il est également conteur et facteur de jouets sonores végétaux ou de jeux traditionnels.

## Biographie
Ingénieur agronome de formation, il a travaillé en Amérique Centrale dans sa jeunesse, puis dans l’enseignement agricole, avant de se consacrer uniquement à son art.
Dans les années 70, il fait des collectages de chants  traditionnels en Auvergne, Agenais et Gascogne. Puis il commence à les chanter. Son répertoire s’agrandit avec des textes de troubadours, des romances judéo-espagnoles et catalanes, des poèmes en occitan qu’il a mis en musique (16e, 17e, 19e), des corridos mexicains et des chansons françaises (de Bobby Lapointe, Charles Trenet…).

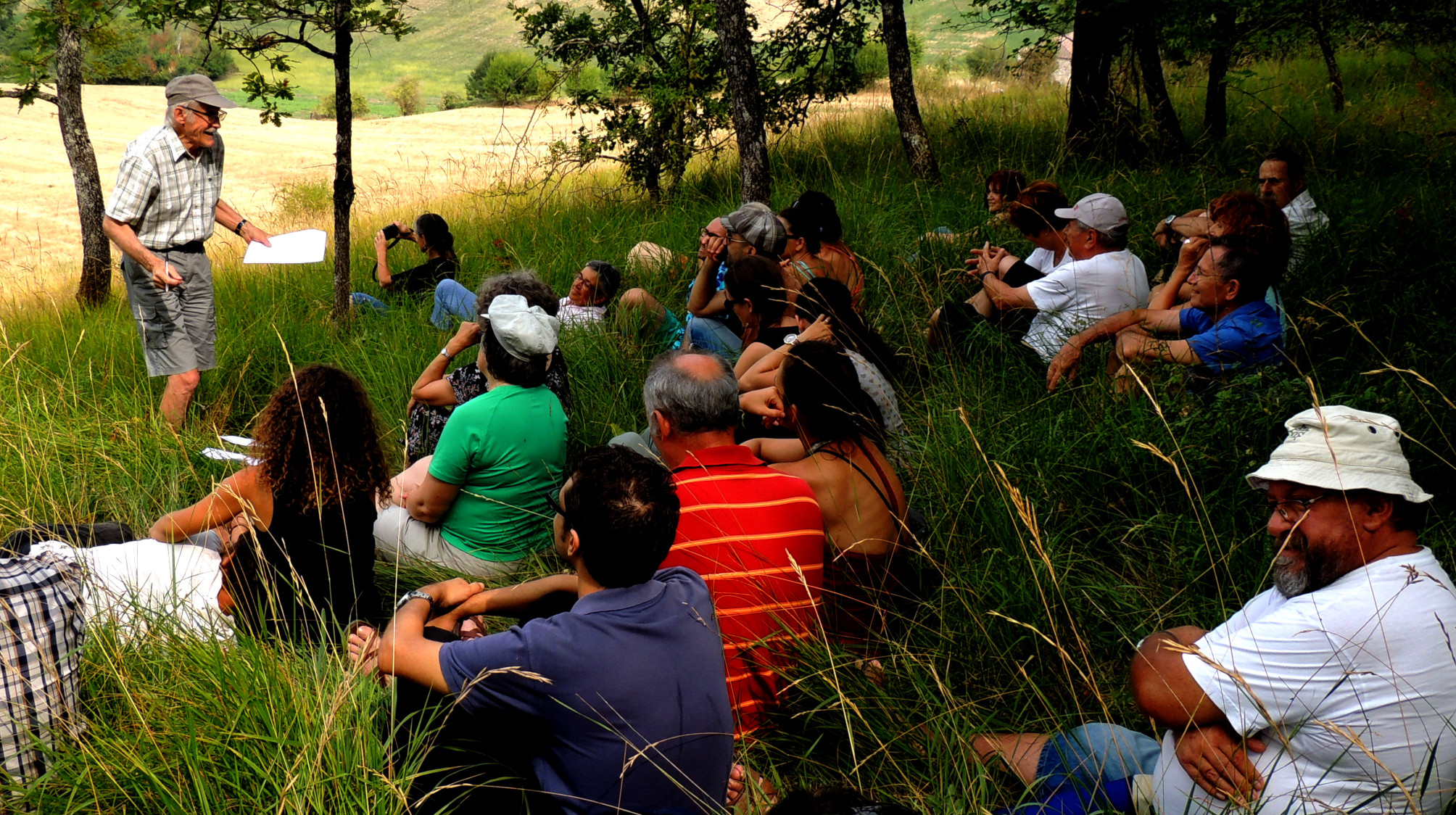
Pierre Boissière conte à l'Escòla Occitana d'Estiu

Animateur de l’Escòla Occitana d’Estiu pendant une trentaine d’années et président dans les années 2010, il a également fait des conférences toponymiques dans le cadre de la Quinzaine Occitane du Lot-et-Garonne pendant plusieurs années.
Il s’est engagé dans l’occitanisme politique au Partit occitan. Il a été maire de Lacaussade de 1995 à 2001 puis adjoint au maire de Gavaudun.

## Discographie
- 1999 Cap Negre
- 2006 Margarida
- 2019 De tot un pauc